# Chitekete
Chitekete ist ein Verwaltungsbezirk (englisch Ward) des Distrikts Newala in der tansanischen Region Mtwara.

## Geografie
Chitekete liegt im Südosten von Tansania etwa 120 Kilometer Luftlinie südwestlich der Distrikthauptstadt Mtwara. Der Bezirk grenzt im Norden an Malatu, im Osten an Mdimba Mpelempele, im Südosten an Makonga, im Süden an Mnekachi und im Westen an Nakahako. Bei der Volkszählung 2022 lebten 4170 Menschen in 1331 Haushalten auf einer Fläche von 87 Quadratkilometern.

## Gliederung
Der Bezirk besteht aus vier Gemeinden (Mtaa) mit neun Orten (Kitongoji):
| Chitekete - Tulinge - Majengo - Rahaleo | Mchangani - Madukani - Kilimahewa | Nambudi - Mikaranga - Misufini | Namkonda - Namkonda - Masasi |

## Infrastruktur
- Bildung: Die Chitekete Secondary School ist die einzige weiterführende Schule des Bezirks.[8] Es ist eine staatliche Tagesschule mit einer Ausbildung bis zur 4. Stufe.[9]
- Gesundheit: Im Bezirk gibt es eine öffentliche Apotheke.[10]